# Федорково (село, Пошехонский район)
Федорково — село в Пошехонском районе Ярославской области России. 
В рамках организации местного самоуправления входит в Ермаковское сельское поселение, в рамках административно-территориального устройства является центром Федорковского сельского округа.

## География
Село находится в северной части области, в подзоне южной тайги, на юго-восточном берегу Рыбинского водохранилища, вблизи места впадения в него реки Керомы, на расстоянии примерно 12 километров (по прямой) к западу-юго-западу от города Пошехонье, административного центра района. Абсолютная высота — 110 метров над уровнем моря.
Климат
Климат характеризуется как умеренно континентальный, с продолжительной холодной зимой и коротким умеренно тёплым летом. Среднегодовая температура воздуха — 2,9 — 3,5 °C. Годовое количество атмосферных осадков — 500—750 мм, из которых большая часть выпадает в тёплый период. Преобладающее направление ветра юго-западное.

## История
Каменная церковь Богоявления Господня села Федоркова построена в 1816 году на средства прихожан. Престолов в ней было два: в настоящей холодной во имя Богоявления Господня и в трапезе теплой во имя св. вмч. Параскевы. 
В конце XIX — начале XX века село входило в состав Колобовской волости Пошехонского уезда Ярославской губернии.
С 1929 года село входило в состав Колобовского сельсовета Пошехонского района, с 1954 года — центр Федорковского сельсовета, с 2005 года — в составе Ермаковского сельского поселения.

## Население
| 1859 | 2002 | 2007 | 2010 |
| ---- | ---- | ---- | ---- |
| 55   | ↗142 | ↘137 | ↘112 |

Национальный состав
Согласно результатам переписи 2002 года, в национальной структуре населения русские составляли 100 % из 142 жителей.

## Инфраструктура
Сельский клуб, отделение почтовой связи № 152852, продуктовый магазин.

## Достопримечательности
В селе расположена недействующая Церковь Богоявления Господня (1816).

### Памятники
- Воинам, павшим в годы Великой Отечественной войны

## Транспорт
До села идёт асфальтовая дорога. Ближайшая остановка общественного транспорта «Плосково» находится в 1,54 км от села.